# Ivan Heylen
Ivan Francies Heylen (Oosteeklo, 8 februari 1946) is een Vlaamse kleinkunstzanger die in 1973 bekend werd dankzij zijn hits De wilde boerndochtere en De Werkmens. Hij is de broer van journalist en televisiemaker Martin Heylen.

## Biografie
Heylen groeide op in het arbeidersmilieu als zoon van een boerendochter (Lea Van de Velde) en een trucker. Zijn vader was actief als toneelschrijver en in de fanfare, waardoor Ivan Heylen als kind al trompet, mandoline, accordeon en fluit kon spelen. Gitaar mocht niet, dat was "té rock-'n-roll".
Hij studeerde onder meer te Zelzate voor laborant en was twee jaar actief als straatmuzikant in Antwerpen, waar hij bekend was in het kunstenaars- en hippiemilieu met basis café De Muze. Hij trouwde en werd laborant bij Union Carbide (op Linkeroever). Het huwelijk hield dertien jaar stand, tot 1982, en het echtpaar kreeg vijf kinderen, allemaal dochters.
Op muzikaal vlak speelde Heylen een tijd gitaar in de groep The Bluejeans.

### Doorbraak
In 1972 won Ivan Heylen de kleinkunstwedstrijd van het druivendorp Hoeilaart en hij kreeg behalve vijf kilo druiven ook een auditie bij de radio. Meteen daarna werd hem een contract aangeboden bij platenmaatschappij Decca, aangespoord door onder anderen BRT-producer en kleinkunstkenner Jan Geysen.  Zijn debuutsingle De werkmens, met als B-kant Gustaaf, werd uitgebracht in een productie van Al Van Dam. De werkmens werd binnen drie weken een hit en stond 17 weken in de Vlaamse BRT Top 10. In het nummer zingt Heylen over het harde, robuuste leven van de werkende man. De regel "A zet a hier" werd overbekend. Een videoclip toonde hem werkend in een tuin, terwijl hij het nummer zingt. De volgende single, De wilde boerndochtere, werd een nog grotere hit en stond drie weken lang op nummer twee in de Vlaamse hitlijsten. In Nederland werd het een nummer één-hit die wekenlang de hitparade aanvoerde. Hiermee was het de eerste Belgse nummer 1-hit in Nederland. Van het nummer werden 250.000 singles verkocht. Het blad Humo riep De werkmens in 1973 uit tot "Lied van het Jaar" en het jaar daarop plaatste Humo het nummer De wilde boerndochtere op plaats twee. In 1982 forceerde de kleinkunstenaar nog een toptienhit met Jef, een Brel-vertaling. De wilde boerndochtere stond in een gemoderniseerde versie 23 weken nummer twee in de Vlaamse hitparade in 1999.
Heylens stijl werd gekenmerkt door een rauw Oost-Vlaams dialect en een eenvoudige, pittige muzikale begeleiding. Hij zong over lust zonder een blad voor de mond te nemen en schuwde ook schuttingtaal niet. Voor Heylen komt het gevoel op de eerste plaats. De melodische opbouw, het arrangement, de begeleiding en dergelijke zijn van minder belang dan de trefzekere zeggingskracht. Hij is meer verteller dan zanger. Qua stijl is zijn muziek een mengeling van volksmuziek, rock, blues en kleinkunst.

### Latere leven
Ook later bracht Heylen muziek uit, maar hij kende nooit meer het grote commerciële succes van De werkmens en De wilde boerndochtere.
In 1977, na meer dan duizend optredens in Duitsland, Nederland en Vlaanderen, trok Heylen zich terug uit het podiumleven en keerde hij terug naar Assenede. Daar baatte hij in een oude smidse het café De Muiter uit. In 1978 bracht hij de filosofische dichtbundel Eeuwig Verlangen uit en de elpee Liefde een a-commercieel werk. In 1979 werd hij journalist voor het magazine Panorama-De Post (het latere P-Magazine) en maakte hij meer dan zevenhonderd diepte-interviews (één per week, 15 jaar zonder onderbreking). Ook werd hij columnist voor het maandblad Playboy en schreef hij als freelancer coverstory's voor diverse grote Vlaamse weekbladen, zoals Humo en Dag Allemaal. Ook Vrij Nederland publiceerde werk van Heylen. In 1982 maakte hij een vrije bewerking van Jacques Brels nummer Jef, die de Nederlandse hitlijsten haalde.
In 1989 bracht Heylen het boek Het Geslacht Planckaert uit, over de wielrennersfamilie Planckaert. Samen met Eddy Planckaert bracht hij datzelfde jaar enkele nieuwe nummers uit, waaronder We Got to Win en Hé Schoon Wijveken. Heylen schreef tevens een aantal boeken, waaronder 2000 jaar seks in Vlaanderen, De Flandrien en De wilde boerndochtere, een traditionele volksroman op krantenpapier.
Heylens passie voor de wielersport hielp hem toen hij in 1992 tijdens de Ronde van Frankrijk de rol van contactpersoon tussen de journalisten en ploegleiding van de Tulip-wielerploeg vervulde. In 1993 bracht hij voor Radio Donna tijdens de Tour de France verslag uit. Kort daarna schreef hij een filmscenario rond de Tour dat door de filmcommissie werd afgewezen omdat het "onverfilmbaar" zou zijn.
Ivan Heylen leeft op het Canarische eiland Tenerife (Costa del Silencio), waar hij in 2010 een appartement bouwde in het vervallen voormalige vakantieoord Ten Bel. Sinds circa 2010 trekt hij zich regelmatig terug op La Gomera, een vulkaaneiland ten westen van Tenerife. Op YouTube presenteert hij zijn project 'De berg zegt'.

### Televisie en film
Tijdens de jaren 80 (van de 20e eeuw) presenteerde Ivan Heylen op de BRT het televisieprogramma Op Zoek Naar België (1985 - 1989).
Ook presenteerde hij in 1995 de talkshows Ivan en Meer man met Ivan op VT4. In 2009 maakte hij twaalf afleveringen reality-tv voor GUNKtv en in 2010 twaalf afleveringen vanuit een villa in de Algarve met onder meer Marie-Rose Morel, Jeff Hoeyberghs, Karel Deruwe, Jan Harynck en Hot Marijke.
In 1998 waren er plannen om een film te draaien rond Heylens nummer De wilde boerndochtere. Hijzelf zou de regie verzorgen en ex-wielrenner Eddy Planckaert, Brigitta Callens en Wendy Van Wanten zouden de hoofdrollen spelen. De film zou de langste vrijscène uit de Vlaamse filmgeschiedenis bevatten, maar werd uiteindelijk na meningsverschillen tussen Heylen en Van Wanten verboden uitgebracht te worden. Hij verzorgde ook het scenario en de productie van de internationale tv-film Monaco Blue.

## Discografie

### Albums
- 1973 - De werkmens (LP)
- 1976 - De beeste (LP)
- 1978 - Liefde (LP)
- 1979 - The world of Ivan Heylen (Verzamelalbum) (LP)
- 1996 - De werkmens (Verzamelalbum, dubbel CD)
- 2000 - De wilde boerndochtere (Verzamelalbum, dubbel CD)

### Singles
- 1968 - De steenkool / B-kant: Maria, de Spaanse danseres
- 1973 - De werkmens / B-kant: Gustaaf
- 1974 - De wilde boerndochtere / B-kant: 'k Had zo geirn mee a
- 1974 - Mijn pintje / B-kant: Oh, schone Frieda
- 1975 - Mijn wijveken is de beste in de keuken / B-kant: Nie slechtere of nie betere
- 1975 - Schön' weibchen (Die wilde bauerntochter) / B-kant: Ich möchte so gern mit dir
- 1976 - 't Lied van de zwarte bende / B-kant: Heeft er iemand mijn ziele gezien?
- 1976 - De beeste / B-kant: 't Is hier koud zonder aa
- 1979 - Toon mij de weg / B-kant: Een kind
- 1982 - Jef / B-kant: Mijn moeder
- 1983 - Ik hou van Holland (J'aime bien ma Flandre) / B-kant: Rock 'n' roll
- 1984 - Ooit wordt het Kerstmis  / B-kant: Mijn engel
- 1989 - De wilde boerendochter (met F.O.G.) / B-kant: Electricity (als F.O.G.)
- 1989 - Hé schoon wijveke (De wilde boerendochter) / B-kant: We got to win (als Ivan Heylen Group)
- 1990 - Jef / B-kant: Vrouw en vrouw (Eerste risico) (als Ivan Heylen Group)
- 1990 - We got to win / B-kant: New beat blues (met Eddy Planckaert & Friends)
- 1991 - De sportshow / B-kant: Bal des vierges de Versailles
- 1992 - Nee mama, nee!
- 1999 - De wilde boerendochter (Da Rick remix) (met Da Rick)
- 2001 - Geef ons allemaal iets (met Luk Vankessel, Roland & Max Tax Y Sus Banditos)

### Hitnoteringen
| Single met eventuele hitnotering(en) in de Nederlandse Top 40 | Datum van verschijnen | Datum van binnenkomst | Hoogste positie | Aantal weken | Opmerkingen                                                   |
| ------------------------------------------------------------- | --------------------- | --------------------- | --------------- | ------------ | ------------------------------------------------------------- |
| De wilde boerndochtere                                        | 1974                  | 18-05-1974            | 1(4wk)          | 11           | Nr. 1 in de Single Top 100                                    |
| Jef                                                           | 1982                  | 12-06-1982            | 25              | 4            | Nr. 21 in de Single Top 100 / Cover van Jacques Brel uit 1964 |

| Single met hitnotering(en) in de Vlaamse Ultratop 50 | Datum van verschijnen | Datum van binnenkomst | Hoogste positie | Aantal weken | Opmerkingen                        |
| ---------------------------------------------------- | --------------------- | --------------------- | --------------- | ------------ | ---------------------------------- |
| De werkmens                                          | 1973                  | 23-06-1973            | 16              | 9            | Nr. 12 in de Radio 2 Top 30        |
| De wilde boerndochtere                               | 1974                  | 25-05-1974            | 3               | 12           | Nr. 4 in de Radio 2 Top 30         |
| De wilde boerendochter (Da Rick remix)               | 18-06-1999            | 24-07-1999            | 29              | 8            | met Da Rick / Nr. 2 Vlaamse Top 10 |

### NPO Radio 2 Top 2000
| Nummer met noteringen in de NPO Radio 2 Top 2000 | '99  | '00  | '01  |
| ------------------------------------------------ | ---- | ---- | ---- |
| De wilde boerndochtere                           | 1438 | 1062 | 1693 |

1. ↑  Een vetgedrukt getal geeft de hoogste notering aan.
2. ↑  Deze tabel is bijgewerkt tot en met de meest recente editie (2024).